# Bartosz Bielenia
Bartosz Bielenia (Bialystok, 15 de maig de 1992) és un actor de teatre i cinema polonès. És conegut per ser guardonat en diferents premis per la seva interpretació a Boże Ciało de Jan Komasa en 2019.

## Biografia
Es va graduar a l'Acadèmia de les Arts Teatrals de Cracòvia a Cracòvia. Va fer el seu debut en 1999 en el Teatre Dramàtic de Bialystok com el personatge principal de l'obra El petit príncep. Des de 2013 va actuar al Teatre Bagatela de Cracòvia, on va fer el seu debut com Hipòlit en l'idiota de Dostoievski. En els anys 2014-2017 va actuar en el Teatre Stary de Cracòvia. Des de 2018, s'ha presentat al Nou Teatre de Varsòvia.

## Filmografia
- 2013 – Głęboka woda
- 2014 – Dzwony w sierpniu
- 2015 – The Time of a Young Man About To Kill
- 2015 – Disco polo
- 2016 – Na granicy
- 2018 – Kler
- 2019 – Odwróceni. Ojcowie i córki
- 2019 – Boże Ciało
- 2019 – Ondyna
- 2020 – 25 lat niewinności. Sprawa Tomka Komendy

## Premis
- 2016: Festival Internacional de Cinema Independent "Off Camera" a Cracòvia - Menció especial per a un actor polonès de llargmetratge per la pel·lícula Na granicy.[5]
- 2016: Festival de Cinema Debutant de Koszalin "Joventut i cinema": premi al descobriment actoral per "una presència excepcional al cinema, mitjans d'expressió rics. Per poder i credibilitat "per a la pel·lícula Na granicy[5]
- 2019: Premi Zbigniew Cybulski[6]
- 2020: Peconeixement Forbes 30 under 30[7]
- 2020: Premi Shooting Star[8]